# Sky (álbum de Faye Wong)
Tian Kong (天空), también conocido como Sky, es el noveno álbum de estudio (su segundo álbum en mandarín) grabado por la cantante china Faye Wong cuando residía en Hong Kong. Fue publicado el 10 de noviembre de 1994.

## Legado
- En 2010, fue colocado en la posición #16 del libro de Los 200 mejores álbumes de música pop taiwanesa [1]

## Galardones
| Premio                                   | Día de la ceremonia | Categoría                                            | Destinatario    | Resultado | Ref.  |
| ---------------------------------------- | ------------------- | ---------------------------------------------------- | --------------- | --------- | ----- |
| 7.ª edición de los Premios Golden Melody | 8 de junio de 1996  | Premio al mejor álbum vocal                          | Tian Kong       | Ganador   | [ 2 ] |
| 7.ª edición de los Premios Golden Melody | 8 de junio de 1996  | Premio al mejor productor de álbum vocal             | Yang Ming Huang | Nominado  | [ 2 ] |
| 7.ª edición de los Premios Golden Melody | 8 de junio de 1996  | Premio a la mejor grabación                          | Tian Kong       | Nominado  | [ 2 ] |
| 7.ª edición de los Premios Golden Melody | 8 de junio de 1996  | Premio al mejor álbum de interpretación              | Tian Kong       | Nominado  | [ 2 ] |
| 7.ª edición de los Premios Golden Melody | 8 de junio de 1996  | Premio al mejor productor de álbum de interpretación | Lin Long Xuan   | Nominado  | [ 2 ] |

## Lista de canciones
| Lista de canciones de Tian Kong (天空) |                    |          |  |
| N.º                                    | Título             | Duración |  |
| 1.                                     | «天空»             | 4:19     |  |
| 2.                                     | «棋子»             | 4:46     |  |
| 3.                                     | «天使»             | 4:23     |  |
| 4.                                     | «影子»             | 4:54     |  |
| 5.                                     | «天空» (unplugged) | 3:36     |  |
| 6.                                     | «眷戀»             | 3:58     |  |
| 7.                                     | «不變»             | 4:45     |  |
| 8.                                     | «矜持»             | 4:37     |  |
| 9.                                     | «掙脫»             | 4:28     |  |
| 10.                                    | «誓言»             | 4:21     |  |

## Historial de lanzamiento
| Región | Fecha                   | Formato(s) | Discográfica         | Ref.  |
| ------ | ----------------------- | ---------- | -------------------- | ----- |
| Taiwán | 10 de noviembre de 1994 | CD casete  | Decca Records Taiwan | [ 3 ] |
| Japón  | 25 de mayo de 1995      | CD casete  | Cinepoly             | [ 4 ] |